# Ханасвил (Пенсилванија)
Ханасвил (енгл. Hannasville) насељено је место без административног статуса у америчкој савезној држави Пенсилванија.

## Демографија
По попису из 2010. године број становника је 176.
| Група             | 2000.    | 2010.       |
| Белци             | 0 (0,0%) | 168 (95,5%) |
| Афроамериканци    | 0 (0,0%) | 4 (2,3%)    |
| Азијати           | 0 (0,0%) | 0 (0,0%)    |
| Хиспаноамериканци | 0 (0,0%) | 1 (0,6%)    |
| Укупно            | 0        | 176         |